# Venecia, una vista de la iglesia del Redentor
Venecia, una vista de la iglesia del Redentor es una pintura del artista veneciano Giacomo Guardi. Se fecha cerca de 1790-1800, es un óleo sobre lienzo y mide 26.4 x 45.6 cm. Esta pintura forma parte de una serie del artista en las que captura detalles de la ciudad de Venecia enfocándose en la Basílica de San Giorgio Maggiore.

## Obra
En medio de las aguas azul verdosas de Venecia, sobre las que transitan góndolas hacia distintas direcciones, se observa la isla de Giudecca en la que se encuentra erigida la Chiesa del Santissimo Redentore, o la Iglesia del Redentor. También se pueden observar otros edificios, el Puente de Rialto y parte de los canales de la ciudad italiana, los cuales dan cuenta de la realidad, interpretada por el artista, de la vida cotidiana de los venecianos y de los edificios emblemáticos.

## Importancia del edificio
La Iglesia del Redentor fue una de las iglesias emblemáticas de la ciudad de Venecia, puesto que su construcción se realizó en agradecimiento a Cristo al término de la peste, la cual causó una gran cantidad de muertes en esta región,entre 1576 y 1577. Fue proyectado por Andrea Palladio.
Al terminar la peste, se decidió celebrar cada año la memoria del peligro pasado formando un puente con las embarcaciones, el cual conecta la ribera de le Zattere, es decir con la Iglesia del Espíritu Santo con la isla de Giudecca y la Iglesia de San Salvador. Dicha tradición continúa vigente pues se celebra cada año el sábado anterior al tercer domingo de julio.